# Jack Harrison
Jack David Harrison (* 20. listopadu 1996 Stoke-on-Trent) je anglický profesionální fotbalista, který hraje na pozici křídelníka za anglický klub Everton FC, kde je na hostování z Leedsu United. Je bývalým mládežnickým anglickým reprezentantem.
Byl vybrán jako celkově první hráč v SuperDraftu MLS v roce 2016 a stal se druhým nejlepším hráčem v MLS do 24 let ve stejném roce.

## Klubová kariéra
Harrison se narodil ve městě Stoke-on-Trent a vyrůstal v Boltonu ve Velkém Manchesteru. Harrisons trávil krátkou dobu v akademii Liverpoolu, ale rozhodl se přejít do akademie Manchesteru United, ve které strávil sedm let. Ve věku 14 let se Jack a jeho matka rozhodli opustit akademii Manchester United a přestěhovat se do amerického Sheffieldu, ve státě Massachusetts, a začal hrát v klubu Black Rock FC.

### New York City
V prosinci 2015 se objevily spekulace o tom, že se New York City pokusil podepsat Harrisona s tím, že hráč hrál předchozí tři roky v přidruženém klubu Manhattan SC, což by jim umožnilo hráče získat před draftem MLS. Tento požadavek byl však vedením MLS zamítnut a Harrison vstoupil do SuperDraftu MLS v roce 2016 jako nejmladší hráč. 14. ledna 2016 byl vybrán jako hráč č. 1 Chicagem Fire. Následně byl vyměněn za Brandona Vincenta (draftovaný hráč č. 4) do New Yorku City; Chicago Fire dostalo ještě od NYCFC finanční náhradu.
Harrison v klubu debutoval 21. května 2016 při prohře 0:7 proti New Yorku Red Bulls na Yankee Stadium. Harrison se stal prvním náctiletým střelcem klubu, když 2. června vstřelil svůj první profesionální gól v utkání proti Realu Salt Lake.
V březnu 2017 získal Harrison a jeho spoluhráči Eirik Johansen a Ronald Matarrita povolení k pobytu v USA. Harrison vstřelil svůj první gól v nové sezóně 1. dubna při výhře 2:1 nad San Jose Earthquakes. 29. dubna se dvakrát střelecky prosadil do sítě Columbusu Crew při vítězství 3:2. Před svým odchodem s klubu si zahrál v týmu s evropskými fotbalovými legendami, Andreou Pirlem a Frankem Lampardem.

### Manchester City
Dne 30. ledna 2018 přestoupil Harrison do anglického klubu Manchesteru City, partnerského klub New Yorku City, za částku okolo 4 miliónů euro. V klubu podepsal smlouvu do léta 2021.

#### Middlesbrough (hostování)
Bezprostředně po podepsání smlouvy s Manchesterem City odešel Harrison na hostování do druholigového Middlesbrough. V dresu Middlesbrough debutoval 17. února 2018 při prohře 1:0 s Cardiffem City. Ve zbytku sezóny přidal jen další tři zápasy, ve kterých nasbíral dohromady 42 minut, když se nedokázal prosadit přes křídelníky Adamu Traorého a Stewarta Downinga.

#### Leeds United (první hostování)
Poté, co se zúčastnil předsezónních turnajů Manchesteru City v USA, odešel Harrison 30. července 2018 na roční hostování do Leedsu United, který hrál druhou nejvyšší anglickou soutěž. Debutoval v dresu Leedsu 5. srpna v úvodním zápase sezóny proti Stoke City na Elland Road při vítězství 3:1. 15. září vstřelil svůj první gól v Anglii a to vyrovnávací při remíze 1:1 proti Millwallu. Svůj druhý gól v sezoně vstřelil 11. ledna 2019 při vítězství 2:0 nad Derby County, které vedl na lavičce jeho bývalý spoluhráč z New Yorku Frank Lampard. Ve svém 100. profesionálním utkání v kariéře vstřelil Harrison jediný gól utkání proti Sheffieldu Wednesday.
Během sezóny 2018/19 odehrál Harrison ve všech soutěžích 42 zápasů, ve kterých vstřelil čtyři góly. Leeds skončil v tabulce na třetím místě a kvalifikoval se tak do postupového play-off. Harrison se objevil v obou zápasech semifinále proti Derby County a asistoval u branky Kemara Roofea; jednalo se o jediný gól prvního zápasu. Poté, co byl vyloučen Gaetano Berardi, však Leeds prohrál v odvetném zápase 4:2, a tak do finále proti Aston Ville postoupilo Derby.
Po hostování v Leedsu United se Harrison vrátil do Manchesteru City. Leeds měl zájem o trvalý přestup, ale City jej údajně odmítlo prodat za částku nižší než 20 milionů liber. 1. července 2019 prodloužil Harrison svou smlouvu s Manchesterem o jeden rok.

#### Leeds United (druhé hostování)
Dne 1. července 2019 se Harrison připojil opět do Leedsu United na roční hostování. Součástí dohody byla také možná opce na trvalý přestup Harrisona na konci sezóny 2019/20. Svůj první gól v nové sezóně vstřelil 4. srpna v úvodním kole sezóny při výhře 3:1 nad Bristolem City.
Za dva vítězné góly v listopadu 2019 proti Blackburnu Rovers a Readingu, a za další gól a asistenci v témže měsíci byl nominován na hráče měsíce EFL Championship. Ocenění však získal Jarrod Bowen z Hullu City. Harrison pomohl šesti brankami a osmi asistencemi klubu k zisku ligového titulu a k přímému postupu do Premier League.

#### Leeds United (třetí hostování)
Dne 10. srpna 2020 odešel Harrison na třetí po sobě jdoucí sezónní hostování s opcí na trvalý přestup do Leedsu United. Harrison debutoval v Premier League 12. září, v prvním ligovém kole proti Liverpoolu. V zápase, který skončil vítězstvím The Reds 4:3, se střelecky prosadil, když v 11. minutě srovnal na 1:1 po asistenci Kalvina Phillipse. Harrison odehrál své sté utkání v dresu Leedsu 28. listopadu 2020 v Goodison Parku, při výhře 1:0 nad Evertonem, a svůj druhý gól v sezoně vstřelil 16. prosince při domácím vítězství 5:2 nad Newcastlem United.

### Leeds United
Dne 2. července 2021 Leeds United oficiálně oznámil aktivování opce na trvalý přestup Harrisona z Manchesteru City za částku okolo 11 milionů liber. V klubu podepsal tříletou smlouvu. První dva góly v sezóně vstřelil 24. srpna při vítězství 3:0 nad Crewe Alexandra ve druhém kole EFL Cupu.

## Reprezentační kariéra
Dne 1. října 2017 byl Harrison poprvé povolán do anglické reprezentace do 21 let po zranění Rubena Loftuse-Cheeka a Sheyi Oja na zápasy proti Skotsku a Andorře. Debutoval 6. října v utkání proti Skotsku, když v 88. minutě vystřídal Tammyho Abrahama. Následně odehrál za anglickou "jednadvacítku" ještě jeden zápas, a to o tři dny později, když odehrál 70. minut utkání proti Andoře.

## Statistiky

### Klubové
K 12. září 2021
| Klub                  | Sezóna  | Liga           | Liga   | Liga | Národní pohár | Národní pohár | Ligový pohár | Ligový pohár | Celkem | Celkem |
| Klub                  | Sezóna  | Liga           | Zápasy | Góly | Zápasy        | Góly          | Zápasy       | Góly         | Zápasy | Góly   |
| --------------------- | ------- | -------------- | ------ | ---- | ------------- | ------------- | ------------ | ------------ | ------ | ------ |
| New York City         | 2016    | MLS            | 23     | 4    | 1             | 0             | –            | –            | 24     | 4      |
| New York City         | 2017    | MLS            | 36     | 10   | 1             | 0             | –            | –            | 37     | 10     |
| New York City         | Celkem  | Celkem         | 59     | 14   | 2             | 0             | 0            | 0            | 61     | 14     |
| Middlesbrough (host.) | 2017/18 | Championship   | 4      | 0    | 0             | 0             | 0            | 0            | 4      | 0      |
| Leeds United (host.)  | 2018/19 | Championship   | 39     | 4    | 1             | 0             | 2            | 0            | 42     | 4      |
| Leeds United (host.)  | 2019/20 | Championship   | 46     | 6    | 1             | 0             | 2            | 0            | 49     | 6      |
| Leeds United (host.)  | 2020/21 | Premier League | 36     | 8    | 1             | 0             | 0            | 0            | 37     | 8      |
| Leeds United (host.)  | Celkem  | Celkem         | 121    | 18   | 3             | 0             | 4            | 0            | 128    | 18     |
| Leeds United          | 2021/22 | Premier League | 4      | 0    | 0             | 0             | 1            | 2            | 5      | 2      |
| Celkem                | Celkem  | Celkem         | 188    | 32   | 5             | 0             | 5            | 2            | 198    | 34     |

## Ocenění

### Klubové

#### Leeds United
- EFL Championship: 2019/20[55]

### Individuální
- První hráč SuperDraftu MLS: 2016[8]
- Hráč měsíce New Yorku City: červen 2016[56]